# سغد
سُغد  نام یک قوم آریایی در آسیای میانه بود(به سغدی: soɣd) یک تمدن باستانی ایرانی شرقی در فَرارود بود که مرزهای آن امروزه در کشورهای تاجیکستان، شرق ازبکستان، غرب قرقیزستان و جنوب قزاقستان واقع است. سُغد پس از ایران‌ویج دومین سرزمین باشکوهی بود که توسط اهورامزدا آفریده شد. این منطقه که توسط کوروش بزرگ به شاهنشاهی هخامنشی پیوست شده بود، در فهرست شهربانی‌های هخامنشیان در سنگ‌نبشته بیستون به عنوان هشتمین سرزمین ذکر شده‌است. پس از آن، در جریان اردوکشی اسکندر پس از یک مقاومت خونین در سال ۳۲۸ پیش از میلاد فتح شد و پس از مرگ اسکندر مقدونی برای مدت کوتاهی زیر فرمان سلوکیان بود. سپس به دولت بلخ ضمیمه گردید و بعد از آن که برای مدت کوتاهی در اردوکشی مهرداد یکم به ایران شرقی بخشی از شاهنشاهی اشکانی بود، توسط کوشانیان فتح شد. پس از تجزیه شاهنشاهی کوشانی به دست ساسانیان، دولت ساسانی برای مدت یک قرن این منطقه را زیر فرمان خود داشت و در نهایت با حملات هِپتالیان آن را از دست دادند. با سرنگونی هپتالیان، دولت‌های سغدی به دست‌نشانده خانات گوک‌ترکان تبدیل شدند. 

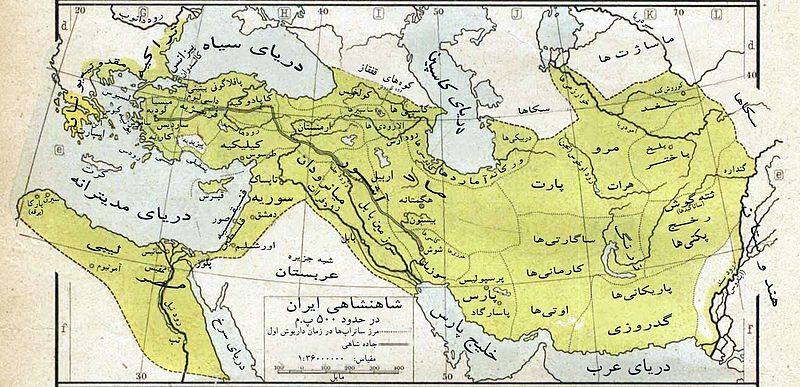
سرزمین سغد در شمال شرقی شاهنشاهی هخامنشی

سغد گرچه در بیشتر تاریخ خود معمولاً بخشی امپراتوری‌های بزرگ‌تر بود، اما در تمام این مدت توسط دولت‌شهرهای کوچک اداره می‌شد که بزرگ‌ترینشان سمرقند بود. سغد در شمال بلخ و شرق خوارزم بود و به دلیل وجود رود زرافشان، منطقهٔ بسیار حاصل‌خیزی بود. امروزه سغد برابر با استان‌های سمرقند و بخارا در ازبکستان و استان سغد در تاجیکستان است.
زبان سغدی، یکی از زبان‌های ایرانی شرقی، زبان رایج در این منطقه در دوران باستان بود و به عنوان زبان میانجی در آسیای میانه و راه ابریشم و البته میان ایرانیان و چینیان عمل می‌کرد. همچنین سغدی زبان درباری خانات گوک‌ترک نیز بود. این زبان امروزه از بین رفته‌است اما یغنابی که در نوشته‌های آکادمیک به آن سغدی نو می‌گویند، هنوز در بخش‌هایی از تاجیکستان صحبت می‌شود.
بازرگانان سغدی در دوران باستان بسیار مشهور بودند و تجارت ساسانی بسیار به آنان وابسته بود؛ منابع باستانی حضور آنان از چین تا روم را تأیید می‌کنند، به‌خصوص در چین که سغدیان در دوران تانگ در این کشور نقش بسیار مهمی را ایفا کردند. دین اصلی سغدیان مزدیسنا بود اما مانوی‌گری، بودایی‌گری و مسیحیت نستوری در میان آنان رایج بود. با فتح فرارود در سدهٔ هشتم میلادی توسط مسلمانان، این دین رفته‌رفته جایگزین ادیان دیگر شد و در نهایت در پایان دوران سامانی - که خود دولتی به مرکزیت سغد بود - اکثریت سغدیان اسلام آورده بودند. همچنین با اسلامی‌سازی این منطقه - که توسط دولت پارسی‌زبان سامانی انجام شد - زبان سغدی نیز رفته‌رفته از بین رفت و جای خود را به زبان پارسی داد.
مهم‌ترین شهرهای سغد بخارا، سمرقند، خُجَند‎، شهرسبز و پنجکنت‎ بودند که امروزه نیز اکثریت جمعیت آنان را تاجیکان تشکیل می‌دهند و زبان رایج در این شهرها پارسی تاجیکی است.

## نام
به عقیده اسوالد زمرنی، نام سغد از ریشهٔ نیاهندوایرانی *skeud- آمده‌است که در لغت به معنای «پیش راندن» یا «شلیک کردن» است. این واژه در زبان سکایی به شکل Skuda به نام سکاها تبدیل شده‌است که در زبان یونانی به ریخت Skuthēs درآمده‌است. زمرنی معتقد است که واژهٔ سغد (پارسی باستان: Suguda) نیز از همین ریشه است.

## تاریخ

### پیش از تاریخ
قرن‌ها پیش از یکپارچه شدن سُغد و سایر نقاط جهان ایرانی در زمان هخامنشیان، این منطقه میزبان یک تمدن شهرنشین عصر برنز بوده‌است. شواهد باستان‌شناسی نشان می‌دهد که نخستین تمدن عصر برنز در این منطقه و آغاز شهرنشینی در آن، به هزارهٔ چهارم پیش از میلاد بازمی‌گردد که مربوط به سرزم در تاجیکستان کنونی است. همچنین در منطقه بلنغور در کشور کنونی ازبکستان نیز بقایای یک تمدن مربوط به سده پانزدهم پیش از میلاد کشف شده‌است.

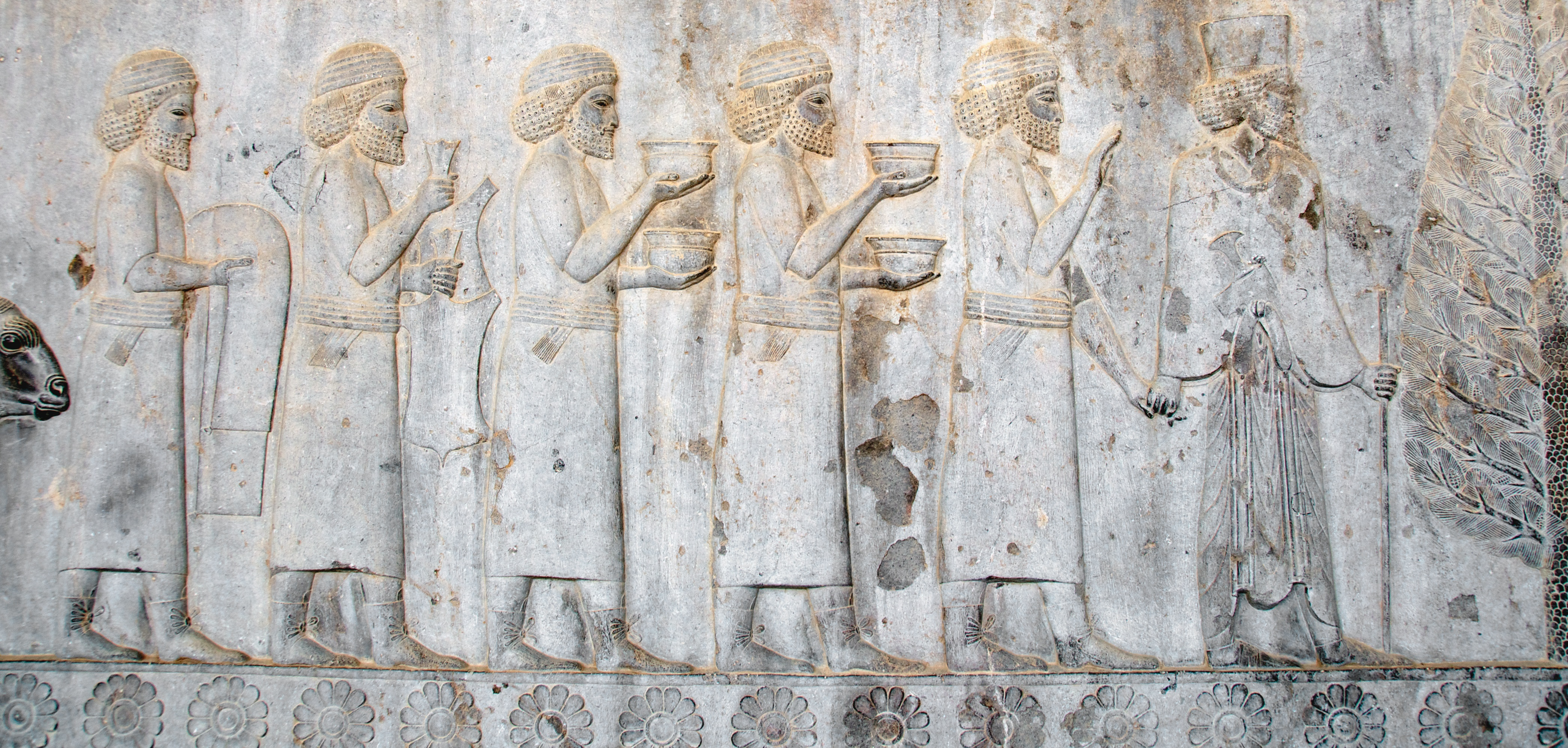
سغدی‌ها در تخت جمشید

### سغد هخامنشی
در جریان فتوحات کوروش بزرگ در آسیای میانه، منطقهٔ سغد نیز در میان سال‌های ۵۴۶ تا ۵۳۹ پیش از میلاد فتح شد که این مسئله در تاریخ هرودوت نیز ذکر شده‌است. در دوران داریوش یکم، زبان آرامی و سکه‌های هخامنشی در این منطقه رواج یافتند و همچنین یک یگان سغدی نیز به ارتش هخامنشی اضافه شد. بر اساس نوشته‌های یونانی، می‌دانیم این گروه از سربازان سغدی در حمله خشایارشا به یونان شرکت داشته‌اند. یک سنگ‌نبشته پیدا شده در شوش ذکر می‌کند که دیوارهای یک قصر به وسیله سنگ‌های لاجورد که از سغد آورده شده بودند، تزیین شده‌است.

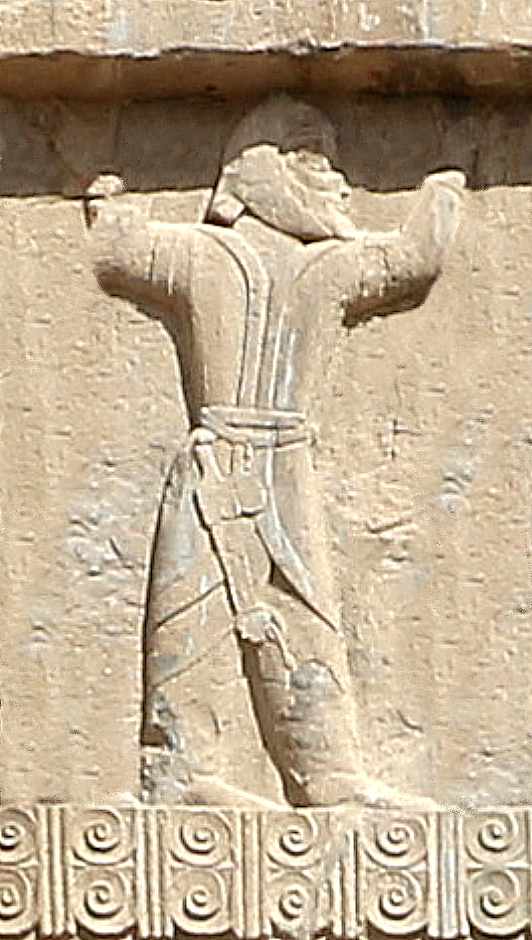
سرباز سغدی در مقبره اردشیر سوم

با وجود اینکه نام سغد در میان ساتراپی‌های هخامنشی در سنگ‌نبشته بیستون ذکر شده‌است، اما در نوشته‌های باستانی نامی از هیچ‌کدام از ساتراپ‌های سغد نیامده‌است. تاریخ‌دانان معاصر بر این عقیده هستند که بلخ و سُغد - که در بیستون نیز نامشان پشت سر هم ذکر رفته‌است - توسط یک ساتراپ اداره می‌شدند. همچنین از آنجایی که بلخ منطقه‌ای بود که شاهنشاهان هخامنشی معمولاً پسران کوچک‌ترشان را برای ادارهٔ آن منطقه انتخاب می‌کردند، این مسئله چندان دور از ذهن نیست.
سغد احتمالاً تا سال ۴۰۰ پیش از میلاد تحت کنترل هخامنشیان باقی ماند و در آن زمان بود که شورشی در آن منطقه روی داد که منجر به استقلال سغد شد. احتمالاً وقایع پرآشوب آغاز شاهنشاهی اردشیر دوم، این فرصت را برای سغدیان فراهم کرده‌است. در این دوران همچنین مصر نیز بر شاه بزرگ شورید و استقلال خود را پس گرفت. اما برخلاف مصریان که مدتی بعد دوباره تحت فرمان شاهنشاهی هخامنشی درآمدند، سغد تا زمان فتح منطقه توسط اسکندر مستقل باقی ماند.
در دوران هخامنشی، اکثر سغدیان به شکل عشایری زندگی می‌کردند، با این حال آغاز دوره طلایی تجارت سغد از همین زمان به مرور آغاز گردیده‌است. همچنین می‌دانیم که آغاز شهرنشینی سغدیان نیز در دوران هخامنشی بوده‌است.

### حملهٔ اسکندر و پس از آن
داریوش سوم پس از شکست در برابر اسکندر، به سمت ایران شرقی رهسپار شد تا سپاه جدیدی را گرد آوری کرده و بار دیگر با فاتح مقدونی روبرو شود. اما در جریان همین سفر، توسط بسوس، شهربان سغد و بلخ دستگیر و سپس کشته شد. بسوس سپس با نام اردشیر پنجم تاج‌گذاری کرد و خود را شاهنشاه نامید. او یک مقاومت مردمی در برابر اسکندر را رهبری کرد اما در نهایت شکست خورد و کشته شد. پس از پیشروی اسکندر به ایران شرقی، منطقهٔ سغد در سال ۳۲۷ فتح شد. در جریان همین اردوکشی بود که وی با وخشه‌ارته، یکی از اشراف سغد، ملاقات کرده و مدتی کوتاهی بعد با دختر او روخشنه ازدواج کرد. روخشنه که در زمان مرگ اسکندر باردار بود، اسکندر چهارم را به دنیا آورد که البته مدتی بعد توسط سرداران اسکندر کشته شد.
پس از فتح تمام سغد، اسکندر سغد و بلخ را به عنوان یک ساتراپی جدید در یکدیگر ادغام کرد. سپیتامنه، یکی از اشراف سغدی، با تیره‌های سکایی متحد شد و بر اسکندر شورید. اما اسکندر مقدونی موفق گردید تا شورش وی را سرکوب کند. پس از شکست در یکی از نبردها، همسر سپیتامنه به او خیانت کرد و وی را به اسکندر تحویل داد که منجر به مرگ سپیتامنه شد. پس از پایان این شورش، اسکندر از سربازانش خواست تا با زنان اشرافی ایرانی ازدواج کنند تا مقدونیان در جامعه ایرانی پذیرفته شوند که همین مسئله باعث شد تا دختر سپیتامنه، یعنی آپامه، با سلوکوس یکم ازدواج کند. این شهبانوی سغدی شاه آینده سلوکی را نیز به دنیا آورد. سال‌ها بعد، سلوکوس سه شهر جدید را به افتخار آپامه آپامیا نامید.
سغدی‌ها پس از شورش‌هایشان در دوران اسکندر، دیگر نتوانستند قدرت نظامی گذشته خود را بازیابی کنند. این منطقه برای مدت خیلی کوتاهی بخشی از امپراتوری سلوکی بود اما در نهایت توسط شاه بلخ، دیودوت یکم، فتح شد و برای یک قرن بخشی از پادشاهی یونانی بلخ بود. همچنین ساتراپ سغد، اوتیدم یکم، توانست تا بلخ را فتح کند و با کنار زدن جانشینان دیودوت یکم، سلسله جدیدی را در دولت یونانی بلخ بنا نهد.
چند دهه بعد، در ۱۴۵ پیش از میلاد، منطقهٔ سغد تحت کنترل یوئه‌چی‌ها و سکاها درآمد. آنان تا سال ۴۰ پیش از میلاد به تقلید شاهان بلخ سکه می‌زدند اما با ظهور شاهنشاهی نیرومند کوشانی در بلخ (که سغد را نیز به قلمروی خود ضمیمه کرد)، شروع به ضرب سکنه با فرم منحصر به فرد خود کردند.
| |  |  |
| راست: ادای احترام دو سغدی به بودا چپ : آرامگاه یک سغدی که نامش به چینی «ان جیا» ضبط شده‌است، در شی‌آن امروزی |  |  |

### سغد و راه ابریشم
بیشتر بازرگانان مجبور به طی کردن همه راه ابریشم نبودند، زیرا می‌توانستند با واسطه‌هایی که در شهرهایی نظیر ختن و دون‌هوانگ وجود داشتند، به تجارت محصول خود بپردازند. با این حال، سغدی‌ها یک راه تجاری ۲۵۰۰ کیلومتری از سغد تا چین ایجاد کرده بودند. در واقع، بازرگانان سغدی به اندازه‌ای فعالیت بالایی در این راه داشتند که سکاهای پادشاهی ختن به همه بازرگانان، صرف‌نظر از اینکه اهل کجا هستند، «سولی» که به معنای سغدی است، می‌گفتند. برخلاف سایر امپراتوری‌ها و دولت‌های باستانی، سغد مرزهای مشخصی نداشت و از شبکه‌ای از دولت‌شهرها ایجاد شده بود و علاوه بر خاک اصلی ایران، با سرزمین‌هایی نظیر امپراتوری روم، هند، هندوچین (آسیای جنوب شرقی) و چین در ارتباط بود. نخستین ارتباط سغدی‌ها با دولت چین در زمان سفر جهانگرد چینی، ژانگ شیان در دوران امپراتور وو (۱۴۱–۸۷ پیش از میلاد) شکل گرفت. ژانگ در گزارشی به دولت هان از سرزمین‌های آسیای میانه نوشت و سغد را «کانگجو» نامید.
پس از همین سفر ژانگ بود که تجارت چین با آسیای میانه آغاز گردید و زمینه‌ساز سفرهای پرتعداد تجار چینی به سغد و آسیای میانه شد. تاریخ‌نگار چینی یعنی سیما شیان در کتاب شیجی خود که در سال ۹۴ پیش از میلاد نوشته شده‌است، می‌گوید: «بزرگ‌ترین گروه فرستاده شده به دولت‌های خارجی بالغ بر چند صد عضو دارد و کوچک‌ترین آن‌ها دست‌کم صد نفره است… در طول یک سال، تقریباً پنج تا ده گروه به سوی دولت‌های خارجی فرستاده می‌شوند». در همین دوران بود که سغدی‌ها به واسطه میان تجارت ابریشم بین امپراتوری هان و شاهنشاهی ایران تبدیل شدند. آن‌ها دست‌کم تا قرن دهم میلادی دارای نقش بسیار پراهمیتی در تجارت راه ابریشم داشتند و زبان سغدی نیز حداقل تا قرن چهارم میلادی مهم‌ترین زبان راه ابریشم بود.

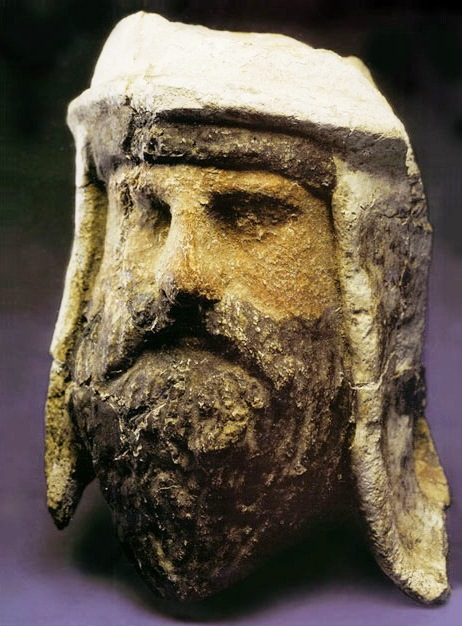
سردیس یک موبد زرتشتی در لباس بلخی، پیدا شده در سغد

به نظر می‌رسد که تسلط بازرگانان سغدی‌ها بر راه ابریشم دست‌کم پس از حمله اسکندر مقدونی به منطقه آغاز شده باشد. این بازرگانان - که به نظر می‌رسد بیشترشان اهل شهر مرکنده (marakanda، یا همان سمرقند) بوده‌اند - همچنین نقش بسیار مهمی در گسترش ادیان مختلف در سرزمین‌های راه ابریشم مانند چین نیز بازی کردند. در «کتاب سوئی» که یک کتاب تاریخی چینی است، سغدی‌ها «بازرگانان ماهر توصیف شده‌اند که بسیاری از تجار خارجی را برای تجارت به سرزمین خود جذب می‌کردند. چینی‌ها دربارهٔ آنان می‌گفتند که سغدی‌ها تاجر متولد می‌شوند و مهارت‌های بازرگان بودن را در سن بسیار کم فرا می‌گیرند. از یافته‌های باستان‌شناسی، مانند مدارکی که توسط اورل اشتاین کشف شده‌است، اینگونه پیداست که در قرن چهارم میلادی، تجارت میان هند و چین در انحصار سغدی‌ها بوده‌است. یک نامه که به زبان سغدی نوشته شده و مربوط به سال ۳۱۳ میلادی است، در خرابه‌های برجی در گانسو (امروزه واقع در چین) پیدا شده‌است و به نظر می‌رسد که قرار بوده به بازرگانان مستقر در شهر سمرقند ارسال شود. در این نامه نوشته شده که پس از غارت شهر لیویانگ توسط رهبر قبایل شیونگ‌نو که منجر به ترک این شهر توسط امپراتور چین شده‌است، دیگر هیچ سودی در تجارت با دودمان جین برای سغدی‌ها و هندی‌ها وجود ندارد. به صورت کلی، سغدی‌ها از دوم پیش از میلاد تا آغاز قرن دهم پس از میلاد، همیشه نقش بسیار مهمی در اتفاقات راه ابریشم بازی می‌کردند.
سویاب و تالاس (که امروز در کشور قرقیزستان واقع شده‌اند) مهم‌ترین مراکز کاروان‌رو در شمال سغد در قرون ششم تا هشتم میلادی بوده‌اند. در این دو قرن، تجار سغدی از حمایت نظامی سربازان گوک‌ترک برخوردار بودند. در واقع، خانات گوک‌ترک بر پایه فعالیت اقتصادی سغدی‌ها و فعالیت نظامی مردان قبیله آشینا بنا شده بود. می‌دانیم که تجارت سغدی‌ها در طول قرن نهم میلادی نیز به شیوه گذشته برقرار بوده‌است. در این دوره، گزارشی ثبت شده که یکی از خان‌های ترک اهل مغولستان به نام قاپاغان قاغان به سغد حمله کرده‌است و شتر، نقره، طلا و تعدادی زیادی زن از سغد غارت کرده و با خود به مغولستان برده‌است. در قرن نهم، سغد توسط خانات اویغور فتح می‌شود. اویغورها به چینی‌ها اسب تحویل می‌دادند و در ازای آن از چینی‌ها ابریشم می‌گرفتند. سپس، ابریشم‌ها را در اختیار سغدی‌ها قرار می‌دادند تا توسط آن‌ها به مسلمانان و رومی‌ها فروخته شود. همچنین اویغورها به واسطه سغدی‌ها با دین‌های رایج در سغد مانند مانوی‌گری، بودایی‌گری و مسیحیت نیز آشنا شدند و آن‌ها را پذیرفتند. پتر بی. گلدن می‌نویسد که اویغورها نه تنها باورهای دینی و الفبای نوشتاری را از سغدی‌ها تقلید کردند، بلکه سغدی‌ها را به چشم استادهای خود می‌نگریستند و عناوین و مقام‌های درباری خود را در اختیار آنان قرار می‌دادند. همچنین می‌دانیم که جغرافی‌دانان مسلمان در قرن دهم میلادی به نوشته‌ها و اسناد خانات اویغور که به زبان سغدی نوشته شده بودند، دسترسی داشتند. پس از سقوط خانات اویغور در ۸۴۰، تجارت سغد وارد یک بحران شد. مدتی بعد، امپراتوری سامانی در سغد ظهور کرد و امیران سامانی به عنوان اربابان جدید راه ابریشم جایگزین سغدی‌ها شدند.
طی قرون پنجم و ششم میلادی، تعداد زیادی از سغدی‌ها در دالان هشی (منطقه‌ای تجاری و نظامی در فلات تبت. امروزه واقع در شمال جمهوری خلق چین) ساکن شدند. دولت چین به آنان خودمختاری کامل داد و به نظر می‌رسد که آنان سیستم اداری خود را طرح‌ریزی کرده‌اند که در منابع چینی به آن «سابائو» گفته شده‌است. این مسئله از دید تاریخ‌نگاران معاصر به عنوان نشانه‌ای از اهمیت سغدی‌ها در ساختاری اجتماعی-اقتصادی چین دیده می‌شود. اسنادی که در تورفان پیدا شده‌اند نیز دلیل دیگری بر اهمیت آنان در چین است. از سی و پنج کاروان تجاری که در این اسناد به آن‌ها اشاره شده، بیست و نه تای آنان سغدی هستند. در سیزده مورد از این اسناد، هم خریدار و هم فروشنده سغدی بوده‌اند. سغدی‌ها از چینی‌ها ابریشم، مس و و کاغد خریداری می‌کردند و در عوض به آنان انگور، محصولات ساخت شیشه ایرانی، مرجان مدیترانه‌ای، پشم رومی، کهربای بالتیکی، یونجه و تصاویر بودا را می‌فروختند. یک جهانگرد چینی به نام شوان‌زانگ که برای زیارت مناطق مقدس بودایی از سغد عبور می‌کرده، از این نوشته که پسران سغدی از سن پنج سالگی آموزش می‌بینند که بخوانند و بنویسند. با این حال، شوان‌زانگ با ناامیدی می‌نویسد که «آنان از این استعدادشان تنها برای تجارت استفاده می‌کنند». وی همچنین نوشته که سغدی‌ها در صنایعی مانند شیشه‌سازی، قالیبافی و منبت‌کاری نیز مهارت دارند.

### روابط با امپراتوری روم شرقی
اطلاعات دربارهٔ سغدیان در دوره اشکانی بسیار کم است اما با ظهور ساسانیان بار دیگر سغدیان بر پهنه تاریخ پدیدار می‌شوند. اینگونه که پیداست، ساسانیان منطقه سغد را در سال ۲۶۰ میلادی به شاهنشاهی خود ضمیمه کرده بودند و در سنگ‌نبشته شاپور یکم در کعبه زرتشت نیز نام سغد در میان استان‌های ایرانشهر دیده می‌شود. با این حال این منطقه در جریان حملات هپتالیان و کیداریان در سده چهارم و پنجم میلادی از کنترل شاهنشاهی ساسانی خارج می‌شود.
پس از جریان تحریم شدن امپراتوری روم توسط شاهنشاهی ایران از تجارت ابریشم و جریان دزدیدن تخم‌های کرم ابریشم از چین توسط دو راهب مسیحی و انتقال آنان به روم، تاریخ‌نگار رومی قرن ششم، مناندرِ محافظ، از این می‌گوید که تاجران سغدی تلاش تا به صورت مستقیم با امپراتوری بیزانس به تجارت ابریشم چینی بپردازند. گفته شده که سغدیان به خان گوکترک یعنی ایستمی خان پیشنهاد داده‌اند که اجازه شاهنشاه ساسانی برای عبور و مرور تاجران سغدی از قلمروی وی برای رسیدن به بیزانس را کسب کند، اما این مسئله باعث عصبانیت شاهنشاه ایران شده‌است و وی سفیر سغدی که به دربارش آمده بود را کشت. پس از این اتفاق، مانیاه، یک دیپلمات سغدی از ایستمی خان درخواست کرد تا سفیری را به قسطنطنیه بفرستد و به اتفاق روم، اتحادی علیه ساسانیان تشکیل دهند. سفیر خان در سال ۵۶۷ به دربار روم رسید و ژوستین دوم، امپراتور روم، نه تنها قبول کرد تا سفیری به دربار ایستمی خان بفرستد، بلکه قبول کرد تا به صورت مستقیم و بدون عبور از مرزهای ایران، با سغدیان به تجارت ابریشم بپردازد.
اما اینگونه که از تعداد سکه‌های بیزانسی پیدا شده در آسیای میانه و چین پیداست، این تجارت چندان خوب پیش نرفته‌است.

## زبان و فرهنگ
تاریخ‌دانان امروزی قرن ششم میلادی را اوج فرهنگ سغدی می‌دانند. در این دوران، سغدی‌ها به طرز چالش‌ناپذیری نقش بازرگانان آسیای میانه را داشتند و بخش بزرگی در منطقه و بیرون مرزهای سغد، از نظر دینی و هنری تحت تأثیر فرهنگ آنان و نیازمند به کالاهای بازرگانان سغدی بود. در قرون وسطی، دره زرافشان نام سغدی خود، سمرقند، را به کل منطقه داد. دانشنامه بریتانیکا از این می‌گوید که در دید جغرافی‌دانان مسلمان، دره زرافشان یکی از چهار منطقه حاصل‌خیز جهان بود. بسیاری از شهرها و مناطق در اطراف سغد، نام‌های سغدی گرفتند. به عنوان مثال، دولت-شهر لولان واقع در حوضه تاریم، توسط ساکنانش کروراینا نامیده می‌شد که یک نام یونانی بود، اما چند قرن بعد و در سده هفتم میلادی، راهب بودایی اهل چین، شوانزانگ، این شهر را نافوپو (納縛溥) نامیده‌است کهبه عقیده هیسائو ماتسودا، این واژه ریخت چینی واژه سغدی نوآپه (navapa، به معنای «آب نو») است و این خود نشان‌گر افزایش تأثیر فرهنگی سغد در منطقه بوده‌است.

### هنر
نقش افراسیاب که مربوط به سده ششم یا هفتم میلادی است و در سمرقند پیدا شده‌است، یکی از بهترین نمونه‌های بازمانده از هنر سغدی است. نقش افراسیاب صحنه‌ای از زندگی روزمره مانند ورود سفیران خارجی را نشان می‌دهد و در ویرانه‌های یک خانه که به نظر متعلق به شخص اشرافی یا سلطنتی بوده‌است، پیدا شده‌است. مشخص نیست که این خانه کاخ رسمی یا دربارِ فرمانروای سمرقند بوده یا خیر. قدیمی‌ترین نمونه پیدا شده از هنر سغدی به نقاشی‌های دیواری پنجکنت که در تاجیکستان پیدا شده‌است، بازمی‌گردد که متعلق به قرن پنجم میلادی است. هنر سغدی علاوه بر اینکه می‌تواند به درک زندگی روزمره سغدیان کمک کند، به تاریخ‌نگاران در رابطه با درک باورهای دینی آنان نیز یاری می‌رساند. به عنوان مثال، مشخص است که سغدی‌ها برخی از ایزدان ایرانی را با هنر بودایی تلفیق کرده‌اند. در معبد بودایی که در هفت‌آب پیدا شده‌است، یک پلاک برنزی به دست آمده که بر روی آن یک ایزد و یک ایزدبانو دیده می‌شود که هیچ ارتباطی با بودایی‌گری ندارند.

### زبان
سغدی‌ها به یک زبان ایرانی شرقی که به آن سغدی (به سغدی: soɣdyāu) گفته می‌شد، سخن می‌گفتند. این زبان به دیگر زبان‌های ایرانی شرقی مانند باختری، خوارزمی، سکاییِ ختنی و زبان‌های امروزی مانند آسی و پشتو نزدیک بود. با این حال، گستره زبان سغدی به خود سغد محدود نبود. این زبان، زبان رایج مناطقی مانند دولت-شهر تورفان (در شمال غربی چین امروزی) نیز بود و حتی سنگ‌نبشته‌ای مربوط به سال ۵۸۱ میلادی در مغولستان به زبان سغدی پیدا شده‌است که مربوط به یکی از خان‌های خانات گوک‌ترک است. سغدی زبان رسمی خانات گوک‌ترکان بود.
این زبان در دوران‌های مختلف تاریخِ باستان با سه الفبای مختلف نوشته می‌شد: الفبای سغدی، الفبای سوریایی و الفبای مانوی. هر سه این دبیره‌ها از الفبای آرامی که الفبای پهلوی و فارسی-عربی و… نیز از آن گسترش پیدا کرده‌اند، گرفته شده‌اند. در دوره اسلامی، سغدی‌ها خط عربی را برای نوشتن زبان خود سازگار نمودند. در قرن هشتم، اویغورها با استفاده از الفبای سغدی شیوه‌نگارش جدیدی برای زبان خود ایجاد کردند که بعدها الفبای مغولی که در قرن سیزدهم و در دوره امپراتوری مغول از آن استفاده می‌شد، از این خط گسترش پیدا کرد.
زبان سغدی که در دوران باستان و قرون وسطی به آن گویش می‌شد، امروزه از بین رفته‌است. با این حال، یغنابی‌ها که در استان سغدِ تاجیکستان زندگی می‌کنند، هنوز به یکی از لهجه‌های آن سخن می‌گویند. لهجه یغنابی از زبان سغدی که در غرب فرغانه گویش می‌شد، گرفته شده‌است.
با اسلامی‌سازی منطقه و رواج زبان پارسیِ دری، این زبان رفته رفته جایگزین زبان سغدی شد. سامانیان که در سغد امپراتوری خود را بر پا کردند، به زبان پارسی دری سخن می‌گفتند و همین مسئله به سرعت رواج پارسی افزود. با این حال، هنوز تعداد زیادی از واژه‌های سغدی در لهجه تاجیکیِ پارسی - که خود از زبان‌های ایرانی غربی است - دیده می‌شود.

### باورهای دینی
دین‌های متفاوتی در میان سغدیان رواج داشته‌است؛ گرچه بر اساس شواهد باقی‌مانده، زرتشتی‌گری دین اکثریت مردم منطقه بوده‌است. به‌عنوان مثال، در نقاشی‌های دیواری‌ای که در سمرقند، بنجکنت و… پیدا شده‌است، صحنه‌هایی از پیشکش و نذورات دینی در آتشکده دیده می‌شود. در تورفان، گرچه سغدیان مرده‌های خود را به شکل چینی‌ها به خاک سپرده‌اند، اما پیداست که هنوز سنت‌های زرتشتی خود را حفظ کرده‌اند. آنگونه که پیداست، آن‌ها ابتدا جسد مرده‌ها به مانند سایر زرتشتیان در برابر هوای آزاد قرار می‌دادند تا تن آنان نسیب طبیعت شده و سپس استخوان‌هایشان را به خاک می‌سپردند. مزداپرستی تا زمان فتح اسلامی منطقه دین غالب مردم سغد بود و سپس آنان رفته رفته به اسلام گرویدند.
در نوشته‌های مذهبی سغدی که در چین کشف شده‌است، بیشتر آثار دربارهٔ بودایی‌گری (ترجمه شده از آثار چینی)، مانوی‌گری و مسیحیت نسطوری هستند اما نوشته‌های زرتشتی نیز به تعداد اندکی پیدا شده‌اند. هرچند نوشته‌های زرتشتی در میان آثار به جا مانده اندکند، اما بیشتر آرامگاه‌های سغدی در چین شکل زرتشتی خود را حفظ کرده‌اند؛ با این حال با آرامگاه‌های پیدا شده در خودِ سغد نسبتاً متفاوت هستند زیرا ایرانی و مزدایی بودن آرامگاه‌های پیدا شده در سغد بسیار آشکار است.
با همه این‌ها، سغدیان یک نمونه کامل از تکثرگرایی دینی هستند. اکثر نوشته‌های مذهبی سغدی مربوط به بودیسم هستند و سغدیان مهم‌ترین مترجمان آثار بودایی به زبان چینی بوده‌اند. با این وجود، به نظر نمی‌رسد که بودایی‌گری در خود سغد ریشه دوانده باشد. هرچند در شمال تورفان نوشته‌های مسیحی و در کوچو نوشته‌های مانوی هم پیدا شده‌است. قابل ذکر است که می‌دانیم با ظهور ساسانیان در ایران، گرایش به مزداپرستی در سغد نیز مجدداً افزایش یافته‌است. از سده چهارم میلادی به بعد، آثاری از زائران سغدی که برای دیدن مکان‌های مقدس بودایی سفر می‌کردند نیز به جا مانده‌است. آن‌ها بودا را به تصویر می‌کشیدند و به امید اینکه بودا از آنان دفاع کند، نام کامل خودشان را بر روی آن می‌نوشتند.
همچنین مانوی‌گری هم در میان سغدیان رواج نسبی‌ای داشته‌است و اویغورها نیز بعدها این دین را از مردم سغد فرا گرفتند. در واقع اویغورها به سغدیان برای فروش ابریشمی که از چین وارد می‌شده‌است، نیاز فراوانی داشتند و به دلیل همین روابط، این دین در میان آنان نیز رایج گردیده‌است. گرچه، در میان نوشته‌های سغدی به جا مانده، نوشته‌های مانوی به مانند نوشته‌های بودایی، پرتعداد نیستند. اویغورها همچنین بودایی‌گری را نیز از سغدیان آموختند و این مسئله از دیوارنگاره‌های برجا مانده در سین‌کیانگ هویداست.
در کنار ایزدانی که ذکر آنان در پورانه‌ها رفته‌است، حداقل پنج ایزد هندوی دیگر نیز در سغد پرستندگان خود را داشته‌اند. برهما، ایندرا، شیوا، نارایانا و بیشامن. برهما، ایندرا و شیوا در زبان سغدی نام‌های مخصوص خود را داشته‌اند که به ترتیب زروان، ادباد و ویشپارکار بوده‌اند. ایزدبانویی که در هنر سغدی در حال راندن یک شیر به تصویر کشیده‌است، ممکن است دورگا، از ایزدبانوان هندو، باشد. در آثار مربوط به قرن هشتم میلادی که در پنجکنت پیدا شده‌اند، شیوا، برهما و ایندرا در کنار آتشکده دیده می‌شوند.
از میان مسیحیان سغدیِ چین، می‌توان به ان ینا از اهالی بخارا که به دلیل سنگ‌نبشته‌هایش شناخته می‌شود اشاره کرد. همچنین نام تعدادی کشیش مسیحیِ سغدی نیز در نوشته‌های چینی دیده می‌شود که البته نام ایرانیِ آنان دانسته نیست. مارکوپولو، جهان‌گرد ونیزی که در قرن سیزدهم از چین بازدید کرده‌است، در نوشته‌های به تعداد زیادی از کلیساهایی که در این کشور وجود دارد، اشاره کرده‌است. این ادعای او با توجه به نوشته‌های چینی قرن چهاردهم تأیید می‌شود. به عنوان مثال، در تواریخ چینی آمده‌است که یک مرد سغدی به نام مار سرگیس از اهالی سمرقند شش کلیسای نسطوری در قرن سیزدهم میلادی بنا کرده‌است. کتاب مقدس نیز در دوران یزدگرد دوم ساسانی از سوریانی به سغدی ترجمه شده‌است که یکی از قدیمی‌ترین ترجمه‌های جهان به‌شمار می‌رود.

## بازرگانی و تجارت برده
بازرگانان سغدی و چینی در دوره سلسله تانگ به طور منظم در داخل و اطراف تورپان به تجارت برده می پرداختند. تورپان تحت حکومت سلسله تانگ مرکز فعالیت تجاری عمده بین بازرگانان چینی و سغدی بود. در تورپان مسافرخانه های زیادی وجود داشت. برخی از کارگران سغدی فرصتی برای خدمت به بازرگانان جاده ابریشم فراهم کردند، زیرا تاریخ های رسمی گزارش می دهند که در کوچا و ختن بازارهایی برای زنان وجود دارد .  قرارداد به زبان سغدی که در قبرستان آستانه دفن شده است نشان می دهد که حداقل یک مرد چینی در سال 639 پس از میلاد یک دختر سغدی خریده است. یکی از باستان شناسانی که محوطه آستانه را کاوش کرده است، وو ژن، معتقد است که اگرچه بسیاری از خانوارها در امتداد جاده ابریشم، بردگان انفرادی خریدند، همانطور که در اسناد قبلی از نیا نشان داده شد، اسناد تورپان به تشدید گسترده حجم تجارت برده اشاره دارد.  در سال 639 یک برده زن سغدی به یک مرد چینی فروخته شد، همانطور که در سند قانونی قبرستان آستانه که به زبان سغدی نوشته شده است ثبت شده است.  ختن و کوچا مکان هایی بودند که معمولاً در آن زنان فروخته می شد و شواهد فراوانی از تجارت برده در تورفان به لطف منابع متنی معاصر باقی مانده است.  در شعر تانگ، دختران سغدی نیز اغلب به عنوان خدمتکار در میخانه ها و مسافرخانه های پایتخت چانگان ظاهر می شوند. 
کنیزان سغدی و صاحبان مرد چینی آنها اکثر زوج های مرد زن و چینی سغدی را تشکیل می دادند، در حالی که زنان آزاد سغدی رایج ترین همسران مردان سغدی بودند. تعداد کمتری از زنان چینی با مردان نخبه سغدی جفت شدند. زوج های زن و مرد سغدی بر اساس اسناد موجود، هجده ازدواج از بیست و یک ازدواج را تشکیل می دادند. 
سندی به تاریخ 731 پس از میلاد نشان می‌دهد که دقیقاً چهل پیچ ابریشم به می‌لوشان، برده‌ای که سغدی معامله می‌کرد، توسط مردی چینی به نام تانگ رونگ (唐榮) اهل چانگان برای خرید یک دختر یازده ساله پرداخت شد. یک نفر اهل شیژو، یک توخارستانی (یعنی باختری) و سه سغدی فروش دختر را تأیید کردند. 
آسیای مرکزی مانند سغدی ها توسط چینی ها در زمان سلسله تانگ "هو" (胡) نامیده می شدند. هان در چین، زنان «هو» آسیای مرکزی را به‌عنوان ساقی‌بان یا رقصنده تصور می‌کرد. مردان چینی هان عمدتاً با آنها درگیر روابط جنسی خارج از ازدواج بودند، زیرا زنان "هو" در چین عمدتاً موقعیت هایی را اشغال می کردند که در آن خدمات جنسی به حامیانی مانند خواننده، خدمتکار، برده و روسپی فروخته می شد.  دختران بایوی جنوبی در اشعار عجیب و غریب بودند.  مردان هان نمی خواستند به طور قانونی با آنها ازدواج کنند، مگر اینکه آنها چاره ای نداشتند، مانند اینکه در مرز باشند یا در تبعید، زیرا مردان هان از نظر اجتماعی آسیب دیده بودند و باید با غیر هان ازدواج کنند.  وظیفه مراقبت از حیوانات گله مانند گوسفند و گاو به بردگان «هو» در چین داده شد. 

## تاریخ‌نگاری مدرن
تاریخ‌نگار و چین‌شناس فرانسوی، پاول پیوت در سال ۱۹۱۶ با استفاده از متون خطی دودمان تانگ که در دان‌هوانگ و گانسو کشف گردیده‌اند، عنوان داشت که یک مستعمره‌نشین سغدی در شمال غربی چین وجود داشته که به عقیده او، مرکز گسترش بودایی‌گری و مسیحیت نسطوری در چین بوده‌است. متفکر ژاپنی، کوابارا، شخص دیگری بود که در سال ۱۹۲۶ به مطالعه حضور سغدی‌ها در چین پرداخت. هفت سال بعد، نویسنده چینی، شیانگ‌دا در نوشته‌ای تأثیر سغدی‌ها بر روی زندگی اجتماعی و دینی چینی‌ها در پایتخت دودمان را بررسی کرد. در سال ۱۹۵۲، چین‌شناس کانادایی ادوین جی. پالیبلنک مقاله‌ای را منتشر کرد که در آن عنوان شده بود که یک مستعمره‌نشین سغدی در منطقه هو از فلات اوردوس تأسیس شده بوده‌است. تاریخ‌نگار ژاپنی، اکدا آن، دیگر کسی بود که به واکاوی تاریخ سغد پرداخت. او در سال ۱۹۶۵ حضور سغدی‌ها در دان‌هوانگ از قرن هفتم میلادی و نقش مزدیسنا و بودایی‌گری در زندگی روزمره آنان را بررسی کرد. یوشیدا یاتوکا و کاگیاما استوکو، دو متفرکر ژاپنی، به پردازش نام‌های سغدی در منابع چینی پرداختند و موفق شدند تا با موفقیت ۴۵ نام سغدی که در نوشته‌های چینی نامشان ضبط شده بود را باموفقیت بازسازی کنند. در این تحقیق آمده‌است که این نام‌ها در منطقه تورفان کاملاً رایج بوده‌اند.

## برجسته‌ترین سغدی‌ها
سغدی‌ها در تاریخ شرق و غرب آسیا، به‌طور مشخص چین و ایران، نقش پر رنگی ایفا کرده‌اند. در زیر فهرستی از برجسته‌ترین شخصیت‌های سغدی دیده می‌شود. بسیاری از این نام‌ها، شکل چینی‌شده نام اصلی اهالی سغد هستند و نمی‌توان به شکل اصلی ایرانی آن‌ها پی برد. «ان» و «کنگ» دو نام خانوادگی هستند که در منابع چینی از آن‌ها برای اشاره به سغدی‌ها به کار رفته‌است.
- اسکندر چهارم، پسر اسکندر مقدونی از همسر سغدی‌اش، روخشنه. او برای مدت کوتاهی به عنوان فرمانروای امپراتوری اسکندر برگزیده شد و سپس توسط سرداران فاتح مقدونی به قتل رسید.
- ان لوشان (روخشان؟)، از سرداران دودمان تانگ بود که به دلیل جنگیدن برای دفاع از مرزهای چین بین سال‌های ۷۴۱ تا ۷۵۵ در چین به شهرت زیادی دست پیدا کرد. او سپس شورش ان لوشان را به راه انداخت و خود را امپراتور چین نامید. وی دو سال امپراتور دودمان یان بود. باوجود اینکه دودمان تانگ با موفقیت یان را سرکوب و منقرض کرد، اما این نبردها تا حد زیادی منجر به تضعیف امپراتوری تانگ شد.
- ان چینگ‌شو، پسر ان لوشان
- ان چونگ‌هوی، از وزیران دومان تانگ متاخر
- ان چونگ‌جین، از ژنرال‌های دوران پنج سلسله در چین
- ان چونگ‌رونگ، از دیگر ژنرال‌های دوران پنج سلسله چین
- آنتیوخوس یکم، دومین شاه امپراتوری سلوکی که از آپاما، همسر سغدی سلوکوس یکم متولد شد.
- آپاما، دختر اسپنتمان و همسر سلوکوس یکم
- آزانس (آزانه؟)، از فرماندهان سپاه ایران در دومین حمله به یونان
- دیواشتیچ، فرمانروای پنجکنت در قرن هشتم میلادی
- فازنگ، یک راهب بودایی و از همراهان شوان‌زانگ
- غورک، فرمانروای سمرقند در قرن هشتم
- کنگ سنگ‌هوی (به ویتنامی: کنگ تانگ‌هوی)، یک راهب بودایی که در دوران سه پادشاهی در ویتنام زندگی کرده‌است.
- کنگ جینگ، از دولت مردان دودمان مینگ. با توجه به نام خانوادگی‌اش، او را سغدی می‌پندارند.
- افشین، از سرداران ایرانی خلافت عباسیان. او به عنوان فرمانروای دست‌نشانده عباسیان بر اسروشنه حکومت می‌کرد و برای جنگیدن با بابک خرمدین در تاریخ شناخته شده‌است.
- کید نصر بن عبدالله که در منابع اسلامی به «الصغدی» معروف است. او به عنوان فرماندار مصر در دوران عباسی خدمت می‌کرد
- ان چونگ‌ژانگ، از ژنرال‌های دودمان تانگ که علیه ان لوشان جنگید.
- مالک ابن کیدر، ژنرال خلافت عباسی در قرن نهم
- مظفر ابن کیدر، پسر کیدر نصر و فرماندار مصر عباسی
- وخشه‌ارته، از سرداران هخامنشی که در به قتل رسیدن داریوش سوم دست داشت. او پدر روخشنه و پدرزن اسکندر مقدونی بود.
- روخشنه، شاهدخت سغدی که با اسکندر مقدونی ازدواج کرد.
- اسپیتمان، سردار سغدی که به همراه سغدی‌ها و بلخی‌ها شورشی علیه اسکندر مقدونی را رهبری کرد.
- ترخون، فرمانروای سمرقند در قرن هشتم
- ابولساج دیوداد، از شاهزادگان سغدی که در خلافت عباسی خدمت کرد. نسل ساجیان به او می‌رسید.